# Edmund Monson, 3. Baronet
Sir Edmund St. John Debonnaire John Monson, 3. Baronet, KCMG  (* 9. September 1883; † 16. April 1969) war ein britischer Diplomat.
Er war der zweite Sohn des Sir Edmund John Monson, 1. Baronet (1834–1909), früher britischer Botschafter, unter anderem in Wien und Paris. Monson trat 1906 in den auswärtigen Dienst und wurde nach Konstantinopel an die Hohe Pforte, nach Tokyo und Paris entsandt. Monson wurde 1923 zum Botschaftsrat in Teheran ernannt. Von 1926 bis 1929 war er britischer Gesandter in Bogotá. Es folgte entsprechende Verwendungen in Mexiko, den baltischen Staaten sowie Schweden.
Edmund Monson erbte 1936 beim Tod seines älteren Bruders die Würde eines Baronet, of Thatched House Lodge in the County of Surrey, die 1905 für seinen Vater geschaffen worden war. Am 8. Januar 1938 wurde Monson zum Knight Commander des Order of St. Michael and St. George ernannt. Da er unverheiratet und kinderlos blieb, erbte bei seinem Tod im April 1969 sein jüngerer Bruder George Louis Esme John Monson die Baronetwürde.